# تاکاتسوکاسا نوبوفوسا
تاکاتسوکاسا نوبوفوسا ((به ژاپنی: (鷹司 信房 Takatsukasa Nobufusa); ۱۷ نوامبر ۱۵۶۵ – ۱۸ ژانویهٔ ۱۶۵۸) اشراف درباری یا کوگه در اوایل دوره ادو اهل شوگون‌سالاری توکوگاوا بود.
او که در خاندان نیجو هارویوشی به دنیا آمد و توسط تاکاتسوکاسا تادافیو به فرزندی پذیرفته شد، تبار خاندان تاکاتسوکاسا را احیا کرد.
در سال ۱۶۰۶، او به سمت کانپاکو و سشو منصوب شد که دو سال بعد آن را ترک کرد، او در سال ۱۶۵۸ در سن ۹۲ سالگی درگذشت. یک پسر به نام نوبوهیسا و یک دختر به نام «تاکاکو» داشت که در سال ۱۶۲۳ با تتوکوگاوا ایه‌میتسو ازدواج کرد.